# Сент-Эрблен-1 (кантон)
Сент-Эрблен-1 (фр. Saint-Herblain-1) — кантон во Франции, находится в регионе Пеи-де-ла-Луар, департамент Атлантическая Луара. Входит в состав округа Нант.

## История
Кантон образован в результате реформы 2015 года. В его состав вошли коммуны упраздненных кантонов Орво, Сент-Эрблен-Уэст-Эндр и Сент-Этьен-де-Монлюк.

## Состав кантона с 22 марта 2015 года
В состав кантона входят коммуны (население по данным Национального института статистики за 2019 г.):
- Куэрон (22 309 чел.)
- Сент-Эрблен (24 344 чел., западная половина)
- Сотрон (8 478 чел.)
- Эндр (4 040 чел.)

## Политика
На президентских выборах 2022 г. жители кантона отдали в 1-м туре Эмманюэлю Макрону 31,4 % голосов против 26,4 % у Жана-Люка Меланшона и 15,2 % у Марин Ле Пен; во 2-м туре в кантоне победил Макрон, получивший 72,3 % голосов. (2017 год. 1 тур: Эмманюэль Макрон – 30,4 %, Жан-Люк Меланшон – 24,7 %, Франсуа Фийон – 16,2 %, Марин Ле Пен – 12,2 %; 2 тур: Макрон – 80,3 %. 2012 год. 1 тур: Франсуа Олланд — 37,0 %, Николя Саркози — 21,3 %, Жан-Люк Меланшон — 13,5 %; 2 тур: Олланд — 63,1 %).
С 2015 года кантон в Совете департамента Атлантическая Луара представляют мэр города Куэрон Кароль Грело (Carole Grelaud) и Эрве Коруж (Hervé Corouge) (оба — Социалистическая партия).
|                | Кандидаты                        | Партия                   | Первый тур | Первый тур     | Второй тур | Второй тур |
| Кол-во голосов | Кандидаты                        | Партия                   | % голосов  | Кол-во голосов | % голосов  |            |
| -------------- | -------------------------------- | ------------------------ | ---------- | -------------- | ---------- | ---------- |
|                | Кароль Грело Эрве Коруж          | Социалистическая партия  | 3 535      | 29,25          | 5 723      | 54,10      |
|                | Этьен Леша Анн Тебо              | Левый блок – Зелёные     | 2 563      | 21,21          | 4 855      | 45,90      |
|                | Ванесса Галлеран Жан-Мишель Иван | Правый блок              | 2 024      | 16,75          |            |            |
|                | Софи Аликс-Льори Патрис Боло     | Демократическое движение | 1 684      | 13,94          |            |            |
|                | Одиль Арн Филипп Дюрсен          | Национальное объединение | 1 558      | 12,89          |            |            |
|                | Пьер Камю-Лют Флоранс Кувес      | Коммунистическая партия  | 720        | 5,96           |            |            |

|                | Кандидаты                  | Партия                  | Первый тур | Первый тур     | Второй тур | Второй тур |
| Кол-во голосов | Кандидаты                  | Партия                  | % голосов  | Кол-во голосов | % голосов  |            |
| -------------- | -------------------------- | ----------------------- | ---------- | -------------- | ---------- | ---------- |
|                | Кароль Грело Эрве Коруж    | Социалистическая партия | 6 923      | 38,28          | 9 585      | 58,22      |
|                | Жанник Кавален Люк Меншено | Правый блок             | 4 221      | 23,34          | 6 878      | 41,78      |
|                | Клод Вердье Гилен Фриар    | Национальный фронт      | 3 540      | 19,57          |            |            |
|                | Дави Куртен Кристин Нобле  | Разные левые            | 2 048      | 11,32          |            |            |
|                | Ги Бернар Иоланда Перриго  | Левый фронт             | 961        | 5,31           |            |            |
|                | Жюли Рамло Лоран Эгрон     | Прочие                  | 394        | 2,18           |            |            |